# Moszenki (województwo lubelskie)
Moszenki – wieś w Polsce położona w województwie lubelskim, w powiecie lubelskim, w gminie Jastków.
W latach 1975–1998 miejscowość administracyjnie należała do ówczesnego województwa lubelskiego.
Wieś stanowi sołectwo gminy Jastków. Według Narodowego Spisu Powszechnego z roku 2011 wieś liczyła 153 mieszkańców.
Wierni Kościoła rzymskokatolickiego należą do parafii Przemienienia Pańskiego w Garbowie.

## Historia
Moszenki, wieś nad rzeką Ciemięgą w powiecie lubelskim w ówczesnej gminie Jastków, parafii Garbów, odległa 15 wiorst od Lublin, a 4 wiorsty od stacji drogi żelaznej nadwiślańskiej w Nałęczowie. Wieś posiada wiatrak i cegielnię. 
W 1827 r. było tu 6 domów zamieszkałych przez 36 mieszkańców.
W XV w. wieś ta, wówczas nosząca nazwę Moszyn Mały, była dziedzictwem szlachty zagrodowej. W 1416 roku występuje Nicolaus de Mosin, najpewniej z tej szlachty, skoro miał sprawę z Jakubem z Łubek. Pisze o  wsi Długosz i wymienia także Moschin Minor (Długosz L.B. t.II s.542).
Folwark Moszenki zniszczony do szczętu w pożarze w r. 1880, został przez teraźniejszego właściciela odbudowany i uporządkowany. Powznoszono wygodne budynki murowane, po większej części kryte blachą. Lasy troskliwie pielęgnowane i całkiem do użytku zamknięte, pozakładano zagajniki z zasiewem modrzewi, świerków, sosny, jaworów, brzóz, jesionów, dębów, grabów i olsz błotnych. Ziemia w Moszenkch jak podaje słownik z roku 1885 jest pszenną pierwszej klasy, urodzajną w jednakowym gatunku. Przestrzeń jej zawiera ogrodów mórg 13, łąk i pastwisk mórg 170. Gruntów ornych było 400 mórg, lasu mórg 65, wód mórg 3, dróg, granic i wygonów mórg 9, pod zabudowaniami mórg. 2. Serwitutów żadnych. Znajduje się tu obszerny ogród w pięknem położeniu, z alejami wiekowych lip i jesionów i kilkoma zarybionemi sadzawkami. Niektóre z wielkich drzew w M. miały być sadzone ręką Jana III, inne ręką Kościuszki.
W Moszenkach znajduje się dworek zbudowany przez rodzinę Kołaczkowskich. Przy dworze w 1919 roku powstało przedszkole, które następnie zamieniono w jednoklasową szkołę. Zamknięto ją z powodu niewielkiej liczby dzieci w wieku szkolnym. Kolejnymi właścicielami dworku byli Luchtowie (1920-1923) oraz hrabia Daniel Walewski (1923-1928). Hrabia Walewski sprzedał majątek w styczniu 1929 roku mieszkańcom gminy.
W budynku powstała szkoła powszechna dla dzieci z Moszenek, Sługocina, Wysokiego i Sieprawek.

## Urodzeni w Moszenkach
- Wojciech Kołaczkowski (ur. 1908, zm. 2001), pułkownik pilot Dywizjonu 303.